# Ormosia tokunagai
Ormosia tokunagai är en tvåvingeart som beskrevs av Alexander 1932. Ormosia tokunagai ingår i släktet Ormosia och familjen småharkrankar. Inga underarter finns listade i Catalogue of Life.